# Neritan Ceka
Neritan Ceka (ur. 11 lutego 1941 w Tiranie) – albański archeolog i polityk, w latach 1997–1998 minister spraw wewnętrznych.

## Kariera zawodowa
Syn Hasana Ceki, jednego z pierwszych albańskich archeologów, któremu towarzyszył w czasie wykopalisk prowadzonych w Apollonii. W 1962 ukończył studia archeologiczne na Uniwersytecie Tirańskim. W latach 1963–1964 prowadził badania w iliryjskiej twierdzy Rosujë w pobliżu Tropoi. W 1969 odkrył cmentarzysko w Selcë të Poshtme. W latach 1978–1991 kierował kolejnymi ekspedycjami, które odkrywały pozostałości po iliryjskim mieście Byllis w rejonie Ballshu. W latach 1992–1994 kierował badaniami francusko-albańskimi w Apollonii i w Butrincie. Od 1985 prowadził wykłady z zakresu archeologii klasycznej na Uniwersytecie Tirańskim i kierował Zakładem Archeologii w Instytucie Historii.

## Kariera polityczna
W początkach lat 90. był jednym z najaktywniejszych działaczy opozycji demokratycznej i współtwórcą Demokratycznej Partii Albanii. Na I Kongresie DPA we wrześniu 1991 był jednym z kandydatów na stanowisko przewodniczącego partii. Uzyskał wtedy 100 głosów poparcia (przy ponad trzystu, które otrzymał Sali Berisha).
W pierwszych wolnych wyborach zorganizowanych w Albanii w 1991 uzyskał mandat deputowanego do parlamentu. W parlamencie reprezentował DPA, w latach 1991–1992 był jej wiceprzewodniczącym. We wrześniu 1992 odszedł z partii nie zgadzając się z polityką Salego Berishy. Powodem konfliktu była niechęć Sali Berishy do przekazania kierownictwo partii po objęciu przez niego urzędu prezydenta. Ceka razem z Arbenem Imami i Gramozem Pashko należał do grona założycieli Partii Sojuszu Demokratycznego (Aleanca Demokratike), której był przez wiele lat przewodniczącym. W czasie albańskiej rewolucji piramidowej w 1997 Ceka wspólnie z Namikiem Dokle i Preçem Zogajem odegrali kluczową rolę w negocjacjach z Salim Berishą, które przekonały go do ustąpienia z urzędu prezydenta.
W okresie od 25 lipca 1997 do 18 kwietnia 1998 pełnił funkcję ministra spraw wewnętrznych w rządzie kierowanym przez Bashkima Fino. Był odpowiedzialny za przywrócenie porządku w południowej części kraju, nad którą wiosną 1997 przejęły kontrolę uzbrojone bandy. Skupił się na zabezpieczeniu szlaków komunikacyjnych, nie likwidując od razu utworzonych przez rebeliantów komitetów. W latach 1998–2005 stał na czele parlamentarnej komisji d.s. bezpieczeństwa narodowego. W latach 2012–2016 pełnił funkcję ambasadora Albanii we Włoszech.
Żonaty, ma troje dzieci.
Żonaty, ma troje dzieci.

## Publikacje
- 1982: Apollonia e Ilirisë
- 1985: Qyteti ilir pranë Selcës së Poshtme
- 1994: Arkeologjia: Greqia, Roma, Iliria
- 2001: Ilirët
- 2001: Butrinti
- 2002: Butroti: historia dhe monumentet
- 2004: Bylisi: historia dhe monumentet
- 2005: Apollonia : historia dhe monumentet
- 2006: Udhëtim në kështjellat ilire
- 2009: Antigoneia: qyteti i dashurisë së parë
- 2014: Ilirët deri te shqiptarët
- 2021: Në fillimet e qytetit ilir